# Fritz Hohmeier
Fritz Hohmeier (* 18. Januar 1876 in Großenwieden; † 9. Januar 1950 in Koblenz) war ein deutscher Chirurg und Ärzteschaftsfunktionär.

## Leben
Hohmeier begann an der Philipps-Universität Marburg Medizin zu studieren. 1896 wurde er im Corps Teutonia Marburg aktiv. Als Inaktiver wechselte er an die Eberhard Karls Universität Tübingen. Er bestand 1901 das medizinische Staatsexamen und wurde 1901 in Tübingen zum Dr. med. promoviert. Die chirurgische Fachausbildung durchlief er in Hannover und am den Alten Krankenhaus Altona. 1911 wurde er Privatdozent an der Königlichen Universität zu Greifswald. 1912 wurde er Oberarzt und Professor an der Chirurgischen Universitätsklinik in Marburg. Von 1916 bis 1946 war er Chefarzt der Städtischen Krankenanstalten in Koblenz. 1946 wurde Hohmeier Präsident der Ärztekammer von Rheinland-Pfalz.

## Ehrungen
- Ehrenmitglied des Corps Teutonia Marburg (3. Juli 1930)[3]